# Hinrichshagen (Peenehagen)
Hinrichshagen este un cartier al comunei Peenehagen din landul Mecklenburg - Pomerania Inferioară, Germania. Deoarece în Germania există mai multe locuri/localități cu acest nume, la nevoie se precizează astfel: Hinrichshagen (Peenehagen).